# Augenheilkunde

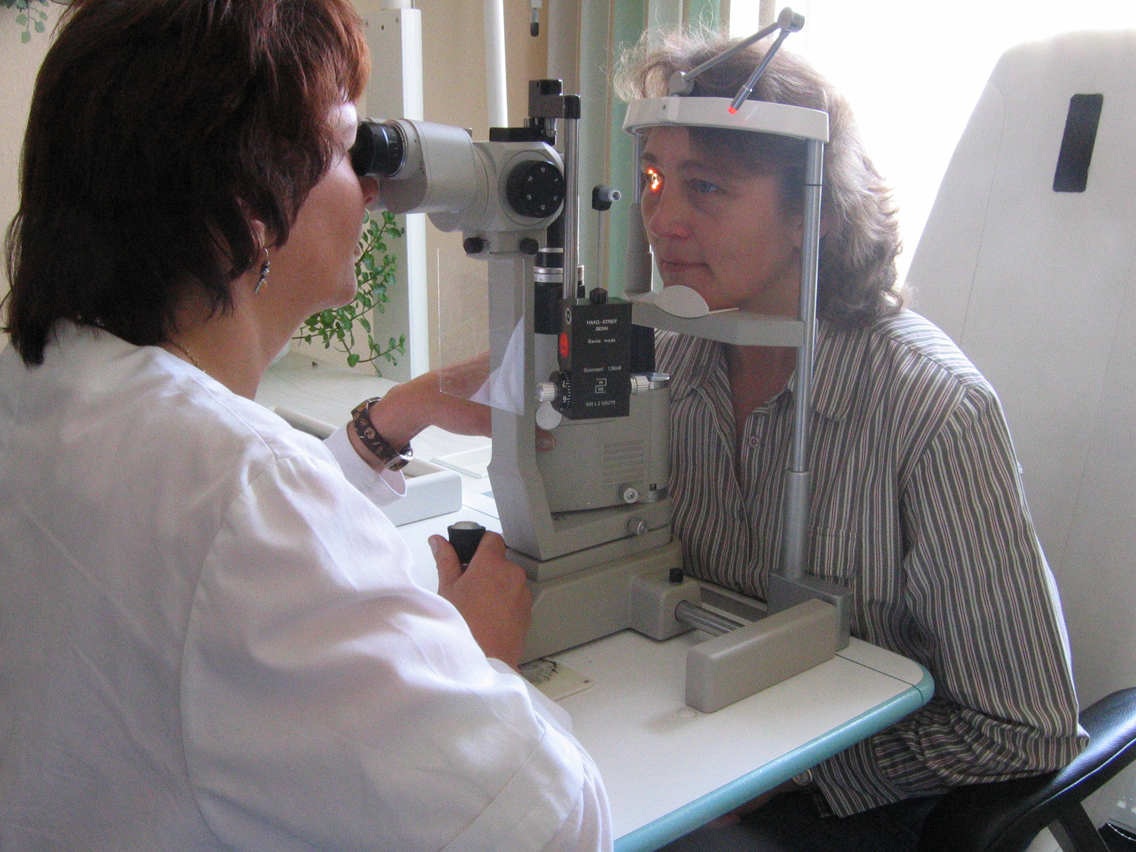
Spaltlampenuntersuchung, 2008

Die Augenheilkunde oder Ophthalmologie (auch Augenmedizin, fachsprachlich auch Ophthalmiatrie; von altgriechisch ὀφθαλμός ophthalmos, deutsch ‚Auge‘, auch ‚Sehen‘) ist die Lehre vom Bau, der Funktion und den Erkrankungen und Funktionsstörungen des Sehorgans, seiner Anhangsorgane sowie des Sehsinnes und deren Prävention, Diagnostik und Therapie. Sie ist eine der ältesten medizinischen Teildisziplinen. Augenarzt (Synonym: Ophthalmologe) ist die (als ougenarzt erstmals 1401 belegte) Berufsbezeichnung des Facharztes, der sich mit der Augenheilkunde beschäftigt. Früher wurden Augenheilkundige auch als Okulisten bezeichnet.
Die anatomischen Grenzen der Augenheilkunde bilden vorn die Lid- und Gesichtshaut und hinten die Knochen der Augenhöhle. Mit den Untersuchungsmöglichkeiten der Sehbahn und der Sehrinde reichen sie darüber hinaus bis an die Rückseite des Schädels. Es bestehen enge Beziehungen zur Hals-Nasen-Ohren-Heilkunde, zur Dermatologie und zur Neurologie. Wegen der häufigen Beteiligung des Auges an Allgemeinerkrankungen und der Möglichkeit, mikroskopische Untersuchungen an lebendem Gewebe vorzunehmen, werden ophthalmologische Befunde häufig zur Diagnosefindung für die Innere Medizin und die Neurologie (Neuroophthalmologie) herangezogen.
Moderne ophthalmologische Untersuchungsmethoden erfordern eine umfangreiche und kostspielige technische und apparative Ausstattung. Wichtigstes Untersuchungsgerät ist heute die Spaltlampe, ein mit spezieller Steuer- und Beleuchtungsmechanik versehenes, starkes Stereomikroskop.
Die Augenheilkunde zählt zu den chirurgischen Teildisziplinen, obwohl ihr zahlreiche, wirksame und hochentwickelte Medikamente und Hilfsmittel zur Verfügung stehen. Mit der Operation der Katarakt (grauer Star) stellt die Augenheilkunde die am häufigsten durchgeführte und in der Summe kostenträchtigste Operation der Medizin weltweit.

## Geschichte

Schematische Darstellung des „Starstichs“ (1764)

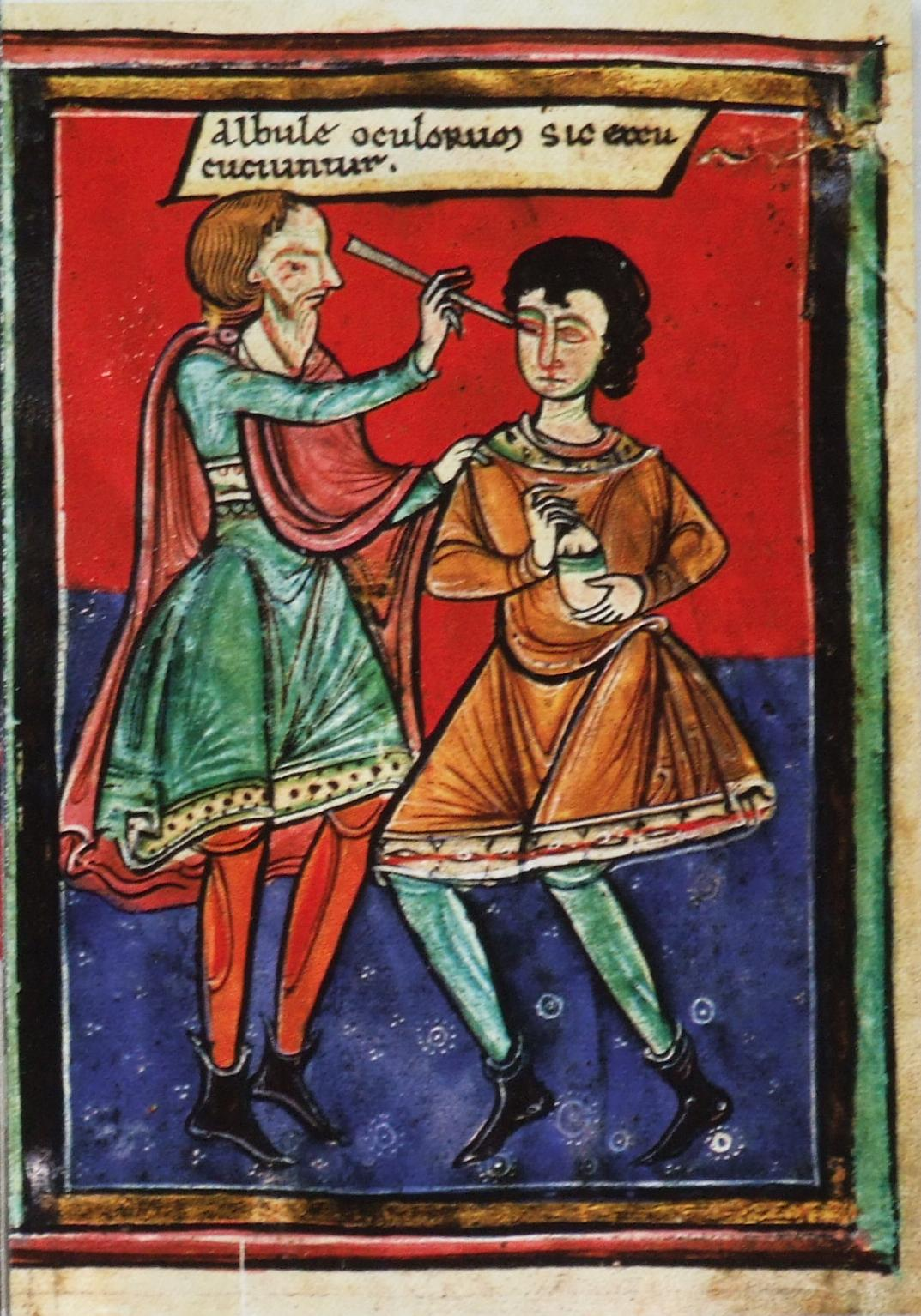
Augenoperation (Starstich) im Mittelalter; der Text besagt: „Die weißlichen Trübungen der Augen werden so entfernt.“

Bereits in babylonischen Keilschrifttexten ist eine altorientalische, insbesondere babylonische und mesopotamische Augenheilkunde belegt. In den Gesetzestafeln des Hammurapi vor über 3600 Jahren wurden Vorschriften für Augenoperationen erlassen: Der babylonische bzw. assyrische Arzt sollte für eine erfolgreiche Operation eine Belohnung von 10 Schekel erhalten, wohingegen ihm bei Misserfolg (durch augenärztliche Kunstfehler) beide Hände abgehackt werden sollten.
Aus der ägyptischen Medizin der Zeit von 2500 bis 500 v. Chr., als es bereits Spezialärzte für Augenbehandlungen gab, sind einige Papyri, wie etwa der Papyrus Ebers oder der Papyrus Carlsberg VIII, mit augenheilkundlichen Therapieanweisungen bekannt. Auch um 280 v. Chr. bis etwa 200 n. Chr. waren in Alexandria, dem seinerzeit medizinischen Zentrum der oberägyptischen, griechischen, indischen und vorderorientalischen Welt, Rezeptsammlungen zur Behandlung der in Ägypten häufigen Augenleiden entstanden. Um 500 v. Chr. verfasste der indische Arzt Sushruta ebenfalls ophthalmologische Texte, deren Inhalt sich zum Teil im altes Lehrgut zusammenfassenden augenheilkundlichen Werk Bhavamisra (Bhāvamiśra) von Bhavaprakasa (Bhāvaprakāśa) aus dem 16. Jahrhundert wiederfindet. Die altindische Medizin unterschied 78 Augenleiden, deren Entstehung von bestimmten Körpersäften (Doshas) abhing.
Im biblischen Buch Tobit ist die Behandlung einer nach Hornhautverätzung durch warmen Schwalbenkot entstandenen Macula durch Fischgalle genannt.

### Antike
In den vor allem Hippokrates (um 460–370) zugeschriebenen Werken im Corpus Hippocraticum des alten Griechenlands (5. Jahrhundert vor bis 1. Jahrhundert n. Chr.), welche die Grundlage der wissenschaftlichen Medizin darstellen, wird die Augenheilkunde zwar nicht eingehend geschildert, doch finden sich auch hier einige Hinweise auf ophthalmologische Therapien. Schriften zur Augenanatomie (beruhend auf Tieraugenzergliederungen) verfassten Alkmaion aus Kroton (um 500 v. Chr.), der als Erster den Sehnerv beschrieb, und Herophilos von Chalkedon (um 300 v. Chr.). Kenntnisse zur Augenanatomie der alexandrinischen Griechen sind vor allem bei Galenos (um 129–201) überliefert, der bereits in jungen Jahren eine „Diagnostik der Augenkrankheiten“ verfasst hatte. Seine augenanatomische Beschreibung des retractor bulbi zeigt, dass seine Beschreibungen auf der Tieranatomie fußen.
Als erste optische Korrektur wird von Plinius dem Älteren berichtet, dass Kaiser Nero 66 n. Chr. wegen seiner Kurzsichtigkeit als Zuschauer bei einem Fechtwettkampf einen geschliffenen Smaragden vor das Auge hielt, wobei unklar bleibt, ob der Smaragd mehr als Zier oder tatsächlich als optisches Hilfsmittel diente und ob er konkav oder konvex geschliffen war. Für das antike Rom ist die Behandlung von Augenerkrankungen bzw. -verletzungen nachgewiesen. Der seinerzeit bedeutende griechische Chirurg Antyllos soll um 140 n. Chr. in Rom den grauen Star operiert sowie chirurgische Eingriffe zur Behandlung von Tränenfisteln und Rolllidern durchgeführt haben. Um 40 n. Chr. beschrieb Aulus Cornelius Celsus die typische Färbung der Lederhaut des Auges bei Gelbsucht.
Die sich in Gallien als Augenärzte betätigenden Heilkundigen waren sehr von der griechischen Medizin beeinflusst. Eine nicht bei griechischen und römischen Ärzten zu findende Praxis der Rezeptverschreibung der gallischen Spezialisten waren vor allem vom 2. bis 4. Jahrhundert als Stempel benutzte Plättchen, die den Namen des Augenarztes, die Namen der verschriebenen Augentropfen und die zu erwartende Heilwirkung enthielten.

### Mittelalter
Im 9. Jahrhundert schuf Hunain ibn Ishāq (ein auch Johannitius genannter christlich-arabischer Arzt) ein zehngliedriges Werk über Augenheilkunde, welches das älteste arabische Lehrbuch der Augenheilkunde darstellt, in Salerno von Konstantin von Afrika lateinisch bearbeitet und als Liber de oculis Constantini Africani zur Grundlage der an abendländischen Hochschulen gelehrten Augenheilkunde wurde. Ebenfalls im 9. Jahrhundert soll Yuhanna ibn Masawaih seinen augenheilkundlichen Traktat Kitāb Daġal al-ʿain („Die Fehlerhaftigkeit des Auges“) verfasst haben.
Bedeutende mittelalterliche Verfasser weiterer arabischer ophthalmologischer Texte waren Rhazes (9./10. Jahrhundert), der die Pupillenreaktion bei Lichteinfall erwähnte, und Jesu Haly (11. Jahrhundert) als Verfasser eines dreiteiligen Lehrbuches der Augenheilkunde sowie Avicenna im 11. Jahrhundert und Averroes, der im 12. Jahrhundert erkannte, dass das Licht von der Netzhaut aufgenommen wird, und der im 13. Jahrhundert wirkende Augenarzt und Mediziner-Biograf Ibn Abī Uṣaibiʿa.
Im 12. Jahrhundert verfasste auch ein in Italien und Okzitanien (Languedoc) tätiger, möglicherweise aus Jerusalem stammender, weitgereister jüdischer Autor und bekannter Starstecher namens Benevenutus Grapheus die in mehreren Sprachen, zuerst in provenzalischem Dialekt, erschienene augenheilkundliche Schrift Practica oculorum. Um 1250 entstand der ebenfalls weitverbreitete Liber de oculo von Petrus Hispanus, dem späteren Papst Johann XXI.
Im Mittelalter wurde die Augenheilkunde meist von Wundärzten ausgeübt und seit dem Mittelalter wurden Augenoperationen von spezialisierten Handwerkschirurgen (von sogenannten Starstechern oder Okulisten) wahrgenommen, deren bekanntester Doktor Eisenbarth war. Mittels eines speziellen Messers wurde die trübe Linse des Auges („Grauer Star“) in das Auge hineingedrückt. Das Wort „Augenarzt“ ist erstmals 1401 (als ougenarzt) belegt.

### Neuzeit und Gegenwart
Ein bedeutendes deutschsprachiges Werk der Augenheilkunde stellt das um 1400 in Schlesien entstandene „Pommersfeldener Augenbüchlein“ (buchlin von den wetagen der augen und buße dar mede) dar, das (als einer von zwei bis drei Verfassern ist ein Meister Johannes genannt, ein konvertierter Jude, der das Büchlein für seine Geliebte zusammengestellt hat), darin unter anderem die Autoren Arnold von Villanova (Libellus regiminis de confortatione visus) und Jesus Haly (Kitāb Taḍkirat al-kaḥḥalīn von „iesu uz Gelrelant geborn“) zitiert sowie den zeitgenössischen fahrenden Augenarzt Pankraz Sommer, der von Hirschberg aus Schlesien und Böhmen bereiste, und „etliche jüdische Augenärztinnen“ erwähnt. Mit dem Augenbüchlein in einer Sammelhandschrift (der Pommersfelder Schlossbibliothek) verbunden ist auch die um 1445 verfasste Niederlassungsankündigung des fahrenden oculisten und augenarcztes Lorenz Thüring (oder Doring) aus Wien, der als Leibarzt dem Kaiser Sigismund und dem König Albrecht II. gedient hatte.
Zu den ersten umfangreicheren deutschsprachigen Lehrwerken der Augenheilkunde gehören nach dem Pommersfeldener Augenbüchlein aus dem ersten Drittel des 15. Jahrhunderts und einem anonymen Büchlein von 1538 ein Anhang der 1559 herausgegebenen Practica copiosa des Chirurgen Caspar Stromayr und das 1583 von Georg Bartisch veröffentlichtes Lehr- und Handbuch Augendienst. Bartisch war auch der Erste, der eine Enukleation des Augapfels operativ durchführte.
Die Augenheilkunde gehörte zunächst zur Chirurgie und bildete sich erst im Lauf des 18. Jahrhunderts, besonders aber des 19. Jahrhunderts, als selbstständiges Fach heraus und die fahrenden Okulisten wurden vom 18. bis zum 19. Jahrhundert schließlich aus dem Medizinalwesen verdrängt. Bis zum 18. Jahrhundert war die Anatomie und die Funktionsweise des Auges unklar. Ab dem 19. Jahrhundert wurden durch das Aufkommen des Mikroskops Einzelheiten bekannt und systematisch für die Therapie nutzbar gemacht. 1800 prägte Carl Gustav Himly den Namen Ophthalmologie, im selben Jahr beschrieb Thomas Young den Astigmatismus.
Der traditionelle Starstich zur Behandlung der Grauen Stars wurde in der Mitte des 18. Jahrhunderts (Jacques Daviel) durch die Entfernung der getrübten Linse aus dem Auge ersetzt.
Die erste private Augenklinik in Deutschland wurde 1782 durch den sächsischen Hofokulisten Giovanni Virgilio Casaamata (1741–1807) in Dresden eingerichtet. Weitere Kliniken wurden Anfang des 19. Jahrhunderts in Erfurt und Budapest eröffnet. Nach Joseph Barth, erster ordentlicher Professor der Augenheilkunde, besetzte einen Lehrstuhl für Ophthalmologie auch Georg Joseph Beer (1763–1821), der im Jahr 1818, in welchem an der Wiener Universität auch der Besuch augenheilkundlicher Vorlesungen Pflicht für Studenten wurde, Ordinarius für Augenheilkunde in Wien geworden war. Zuvor hatte er in Wien, wo bereits 1812 Augenheilkunde von der Chirurgie getrennt worden war, 1813 die erste Universitätsklinik für Augenkranke eröffnet.
Die ersten Vorlesungen über Augenheilkunde in Großbritannien hielt der Chirurg und Ophthalmologe George James Guthrie (1785–1856) an dem von ihm 1816 gegründeten Royal Westminister Ophthalmic Hospital. Nachdem zu Beginn des 18. Jahrhunderts noch vor allem französische, deutsche und italienische Lehrbücher in der Augenheilkunde maßgebend waren, gewannen im 19. Jahrhundert britische Lehrwerke wie über die Pathologie der Augen von James Wardrop (1782–1869) oder das erste vollständige Lehrbuch der Augenheilkunde von Benjamin Travers (1783–1858) an Bedeutung. Zu den bedeutendsten englischen Augenärzten gehörte auch Stewart Duke-Elder, der Verfasser eines siebenbändigen Lehrbuches der Augenheilkunde und Leibarzt der Königin Elisabeth II. Vor dem Zweiten Weltkrieg wurde für Ida Man der erste Lehrstuhl für Augenheilkunde in Oxford eingerichtet. Das erste amerikanische Lehrbuch der Ophthalmologie brachte E. Frick in Baltimore heraus. Einer der ersten bedeutenden wissenschaftlich arbeitenden Augenärzte der Vereinigten Staaten war Jakob Hermann Knapp (1832–1911), in New York. der zuvor erfolgreich in Heidelberg wirkte.
Bahnbrechende Erfindungen auf dem Gebiet der Diagnostik waren die des Augenspiegels durch Hermann von Helmholtz (1821–1894) im Jahr 1850, womit „die Geschichte der Ophthalmologie als selbständiges medizinisches und wissenschaftliches Fach“ begann, und des Perimeters durch Richard Förster (1825–1902). Auch der Physiologe Frans Donders gehörte, etwa mit seinen 1864 veröffentlichten Forschungen über die Anomalien der Refraktion und Akkommodation des Auges, zu den Pionieren der Augenheilkunde dieser Zeit. Wesentliche Fortschritte waren die operative Behandlung des grünen Stars durch Albrecht von Graefe (1828–1870), der als „Vater der Augenheilkunde“ gilt, die Einführung der Narkose in die Augenheilkunde durch Henry W. Williams (Boston, 1850) und die erste erfolgreiche Transplantation der Hornhaut (Keratoplastik) im Jahre 1905 durch Eduard Zirm (1863–1944). Zur Kenntnis des genauen Aufbaues des Auges, seiner Funktionen und seiner Erkrankungen trug auch der mit dem Montyon-Preis der Pariser Akademie 1856 und 1878 ausgezeichnete Kopenhagener Arzt und Dozent für mikroskopische Anatomie Adolf Hannover (1814–1894) Mitte des 19. Jahrhunderts bei. Im Jahr 1928 erschien die seinerzeit grundlegende Monographie Syphilis und Auge des Frankfurter, Istanbuler (1933–1939) und Bostoner Professors der Augenheilkunde Josef Igersheimer (1879–1965) bereits in zweiter Auflage (Der wichtige Ophthalmologische Kongress 1937 in Wien wurde von Igersheimer ausgerichtet). Ein Pionier auf dem Gebiet der Hornhautplastik war der russische Forscher Wladimir Petrowitsch Filatow. 1870 entstand in Königsberg (Preußen) unter Julius Jacobson die erste eigenständige Augenklinik in Preußen.
Ein für die Augenheilkunde entscheidender Fortschritt war 1884 die Entdeckung der betäubenden Wirkung von Kokain auf Binde- und Hornhaut durch den österreichischen Augenarzt Carl Koller, der zur Kokainanästhesie eine zweiprozentige Lösung verwendete.
Im Jahr 1889 erschien das Lehrbuch der Augenheilkunde von Ernst Fuchs. Ein Tonometer zur Messung des Augeninnendrucks stellte 1905 der norwegische Augenarzt Hjalmar Schiötz (1850–1927) vor.
Zu den deutschen Erforschern der im Zusammenhang mit dem vegetativen Nervensystem stehenden Pupillenreaktion, insbesondere mit der Miosis und der Wirkung von Miotika, gehörte im 20. Jahrhundert etwa Karl Wessely.
Als Verfahren zur Operation des grauen Stars wurde durch den polnischen Augenarzt T. Krawitz 1961 die Kryoextraktion entwickelt, bei der die durch Kälte erhärtete Augenlinse ohne zu platzen entfernt werden konnte - eine intrakapsuläre Technik, bei der die Linsenkapsel mitentfernt wird. Diese wurde dann durch die extrakapsuläre Extraktion abgelöst. Diese Technik ermöglichte im Gegensatz zum intrakapsulären Eingriff den Erhalt der Linsenkapsel zur Positionierung der Intraokularlinse. Der Linsenkern wurde zunächst durch einen breiten Schnitt entbunden, dann seit den 1970er Jahren durch Ultraschall zertrümmert (Phakoemulsifikation). Ab den 1990er Jahren wurde dies zum Standardverfahren. Später kam die Femtosekundenlaser-unterstützte Operationstechnik hinzu.
Weitere Meilensteine in der Entwicklung der Augenheilkunde seit der Mitte des 20. Jahrhunderts sind:
- die Entwicklung der Intraokularlinse, die die Starbrille überflüssig gemacht hat,
- die klinische Einführung der Sonnenlichtkoagulation 1949 durch Gerhard Meyer-Schwickerath, Vorläufer der Laserkoagulation als Möglichkeit der Behandlung der diabetischen Retinopathie, die die Erblindungsrate unter Patienten mit Diabetes mellitus auf weniger als 1/10 der früheren Werte gesenkt hat,
- die Entwicklung der Vitrektomie (Entfernung des Glaskörpers), mit der zahlreiche vorher zur Erblindung führende Erkrankungen heute behandelbar sind,
- die Einführung der Okklusion (vorübergehendes und ggf. wechselweises Abdecken eines Auges) zur erfolgreichen Behandlung oder Prophylaxe der Amblyopie (früh erworbene, funktionale Schwachsichtigkeit) insbesondere beim Schielen,
- die Entwicklung und Präzisierung von Augenmuskeloperationen zur Behandlung des Schielens, des Nystagmus und der okulär bedingten Kopfzwangshaltungen insbesondere durch Curt Cüppers,
- die Entwicklung von anti-VEGF Medikamenten (z. B. Ranibizumab), die in den Glaskörper injiziert werden, und die den Verlauf der zur Erblindung führenden Erkrankungen wie die exsudative (feuchte) altersbedingte Makuladegeneration und die diabetische Retinopathie deutlich verlangsamen bzw. beim diabetischen Makulaödem eine Rückbildung bewirken können. Zudem wirken diese Medikamente erfolgreich bei retinalen Venenverschlüssen und bei der Frühgeborenen-Retinopathie.

In neuester Zeit werden zunehmend elektronisch gesteuerte Lasersysteme angewendet, etwa in der Refraktiven Chirurgie oder in der Diagnostik der Netzhaut und des Sehnerven (Optische Kohärenztomografie).

## Augenkrankheiten und Funktionsstörungen
- der vorderen und mittleren Augenabschnitte: (Lider, Tränenapparat mit Tränendrüsen und ableitenden Tränenwegen, Bindehaut (Konjunktiva) und „Tränenfilm“, Lederhaut (Sclera), Hornhaut (Cornea), Regenbogenhaut (Iris), Augenlinse und Glaskörper):
  - Augenlider, Tränendrüse und ableitende Tränenwege
    - Dermatochalasis (Erschlaffung der Lidhaut)
    - Ektropium (Auswärtsdrehung der Lidkante)
    - Entropium (Einwärtsdrehung der Lidkante)
    - Entzündungen (Blepharitis, Dakryoadenitis, Dakryozystitis, Gerstenkorn, Erysipel, Lidabszess)
    - Lagophthalmus: inkompletter Lidschluss
    - Marcus-Gunn-Syndrom: Koinnervationsstörung von Nervus oculomotorius und Nervus mandibularis
    - Ptosis (Lidsenkung)
    - Tränenwegsverschluss (angeboren oder erworben)
    - Tumoren (Basaliom, Chalazion, Plattenepithelkarzinom, Taldgrüsenkarzinom, Hidrozystom, Melanom, Kaposi-Sarkom)
    - Verletzungen (mit und ohne Lidkantenbeteiligung)
    - Xerophthalmie (Vertrocknung der Augenoberfläche durch fehlende Tränenproduktion)

  - Bindehaut (Konjunktiva) und „Tränenfilm“:
    - Degenerationen (Pinguecula, Pterygium)
    - Einblutungen (Hyposphagma)
    - Entzündungen (Konjunktivitis)
    - Keratoconjunctivitis epidemica
    - Xerophthalmie und Keratoconjunctivitis sicca (siehe auch Sjögren-Syndrom)
    - seltene Tumoren (Lymphom, Melanom)
    - Verletzungen (Bindehautriß)

  - Lederhaut (Sklera)
    - Entzündungen (Skleritis), meist im Rahmen einer Autoimmunerkrankung
    - Verletzungen (Unfall, operativ)

  - Hornhaut:
    - Degenerationen (Arcus senilis, Terriensche Degeneration, bandförmige Degeneration)
    - Dystrophien (epithelial: Map-Dot-Fingerprint-dystrophie, stromal: z. B. gittrige Hornhautdystrophie, endothelial: Fuchs-Endotheldystrophie)
    - Entzündungen (Keratitis), Geschwür (Ulcus corneae)
    - Keratitis photoelectrica = Verblitzung: Schädigung der Hornhautoberfläche (Epithel) durch ultraviolette Strahlung, typischerweise nach Schweißen ohne Schutzbrille, entspricht pathophysiologisch dem Sonnenbrand
    - Schneeblindheit in schneebedeckten Regionen, wenn man lange starkem Sonnenlicht ausgesetzt war
    - Keratokonus, Keratoglobus, kegel- bzw. kugelförmige Verformung meist der zentralen Hornhaut, genetisch bedingt
    - Verätzungen
    - Verletzungen durch Fremdkörper (Eisenspäne, Steinchen, Glas, Pflanzendornen etc.), Epitheldefekte (Erosio corneae)

  - Regenbogenhaut (Iris)
    - Defekte Kolobom, traumatisch oder angeboren
    - Entzündung (Iritis), meist endogen im Rahmen einer Autoimmunerkrankung, z. B. Morbus Bechterew
    - Störungen der Pupille und der Pupillomotorik, Miosis (eng), Mydriasis (weit), entrundete Pupille (traumatisch, durch Synechien)

  - Augenlinse:
    - Aphakie: das Fehlen der Augenlinse (häufig nach Operation, selten angeboren)
    - Katarakt: Eintrübung der Augenlinse, grauer Star, meist degenerativ, selten traumatisch
    - Linsenluxation: Abreißen der Linse von ihrer Aufhängung

  - Glaskörper:
    - Glaskörperabhebung: häufige, physiologische (nicht krankhafte) Erscheinung, die manchmal zu Mouches volantes und selten zur Netzhautablösung führt.
    - Mouches volantes: Wahrnehmung von Glaskörpertrübungen
    - Synchisis scintillans: seltene Form von Glaskörpertrübungen
- der hinteren Augenabschnitte: Netzhaut (Retina), Aderhaut (Chorioidea) und des Sehnerven (Nervus opticus)
  - Netzhaut (Retina):
    - Arterielle und venöse Gefäßverschlüsse der Netzhaut (Zentralarterien- und Arterienastverschluss, Zentralvenen- und Venenastverschluss)
    - diabetische Retinopathie im Rahmen eines Diabetes mellitus
    - Entzündungen (Retinitis) wie z. B. Toxoplasmose-Retinitis
    - hypertensive Retinopathie im Rahmen einer arteriellen Hypertonie
    - Makuladegenerationen, z. B. Altersbedingte Makuladegeneration (AMD)
    - Netzhautablösung als Folge eines Flüssigkeitseintritts zwischen die Schicht der Lichtrezeptoren und das Pigmentepithel
    - Retinoblastom
    - Retinopathia centralis serosa (Chorioretinopathia centralis serosa)
    - Retinitis pigmentosa (= Retinopathia pigmentosa)

  - Aderhaut (Choroidea)
    - Aderhautmelanom
    - Entzündungen (Chorioiditis), z. B. durch Herpesviren, Autoimmunerkrankung

  - Sehnerv (Nervus opticus):
    - Entzündungen Neuritis nervi optici, z. B. bei Multipler Sklerose
    - Glaukom (grüner Star): durch den Augeninnendruck mitverursachte Sehnervenschädigung
    - Ischämische Optikusneuropathien z. B. Anteriore ischämische Optikusneuropathie
    - Optikusatrophien durch verschiedenste Ursachen, z. B. nach Neuritis nervi optici, infolge einer Stauungspapille, toxisch, erblich (z. B. Lebersche Optikusatrophie)
- der übrigen Strukturen der Augenhöhle (Orbita)
  - Orbitabodenfraktur: Bruch des knöchernen Bodens der Orbita, z. B. nach stumpfer Verletzung: Squashball, Sektkorken, Faustschlag
  - Orbitaphlegmone: meist bakteriell verursachte Entzündung der Orbita, typisch Streptokokken
- der Augenstellung und -beweglichkeit:
  - Abduzensparese, Trochlearisparese, Okulomotoriusparese: Augenmuskellähmungen
  - Brown-Syndrom, Orbitabodenfraktur: mechanische Motilitätsstörungen
  - Duane-Syndrom: angeborene Abduzensparese mit Koinnervationsstörung von Nervus oculomotorius und Nervus abducens
  - Eineinhalb-Syndrom: Kombination aus prä- und supranukleärer Lähmungserscheinung
  - endokrine Orbitopathie, Orbitaspitzensyndrom, Fissura-orbitalis-superior-Syndrom, Myasthenia gravis: entzündungsbedingte Motilitätsstörungen
  - Internukleäre Ophthalmoplegie: pränukleäre Lähmungserscheinung
  - Konvergenzexzess, Konvergenzspasmus, Konvergenzinsuffizienz: Konvergenzstörungen unterschiedlicher Ursache
  - Nystagmus: unkontrolliertes Augenzittern
  - Obliquus-superior-Myokymie: Mikrotremor des M. obliquus superior, V. a. ein neurovaskuläres Kompressionssyndrom
  - Okulomotorische Apraxie: zentrale Störung der Fixationsaufnahme
  - Schielen: latente oder manifeste Fehlstellung eines oder beider Augen (Strabismus)
  - supranukleäre Blicklähmungen inklusive Parinaud-Syndrom
- der Sensorik des Binokularsehens
  - Diplopie und Konfusion: Doppelbildwahrnehmung
  - Suppression: Unterdrückung des Seheindrucks eines Auges
  - anomale Netzhautkorrespondenz: Störungen im neurophysiologischen Beziehungssystem beider Augen
  - subnormales Binokularsehen: herabgesetzte Qualität des beidäugigen Sehens (z. B. vermindertes räumliches Sehen)
  - Horror Fusionis: irreparable zentrale Fusionsstörung
- Fehlbildungen und Fehlentwicklungen des Sehorgans
  - Amblyopie: meist im frühen Kindesalter ausgebildete, funktionelle Schwachsichtigkeit, z. B. als Folge von Schielen oder Anisometropie
  - Farbenblindheit: angeborenes Fehlen der Funktion eines oder mehrerer Sehpigmente
  - Nachtblindheit
  - Peters-Plus-Syndrom = Petersche Anomalie
- Systemische Erkrankungen, die sich auch am Auge manifestieren, z. B.:
  - Diabetes mellitus: kann fast alle Gewebe am Auge schädigen, am häufigsten ist aber die diabetische Retinopathie
  - Fehlwahrnehmungen als Folge von Durchblutungsstörungen der Sehbahn, der Sehrinde oder des Zentralen Nervensystems (Flimmerskotom, Migräne, Halluzinationen)
  - Flammer-Syndrom, eine generalisierte Störung der Gefässregulation, die am Auge vor allem zum Normaldruckglaukom[66][67] prädestiniert, aber auch in Zusammenhang mit Retinopathia pigmentosa[68] beschrieben wurde.
  - Gefäßverschlüsse als Folge von Arteriosklerose.
  - Horner-Syndrom: bei Schädigung des Sympathischen Nervensystems mit typischer Trias Miosis, Ptosis und scheinbarem Enophthalmus
  - Marfan-Syndrom (Genetisch verursachte Bindegewebserkrankung mit Riesenwuchs – prominentes Beispiel: Abraham Lincoln –, typisch: Lockerung der Augenlinse, Linsenluxation)
  - Marchesani-Syndrom (Genetisch verursachte Bindegewebserkrankung, Lockerung der Augenlinse, Linsenluxation, Minderwuchs, Skelettfehlbildungen)
  - Morbus Basedow (Endokrine Orbitopathie)
  - Riesenzellarteriitis (auch Arteriitis temporalis, Morbus Horton oder Arteriitis cranialis genannt). Es handelt sich um eine Vaskulitis, die durch Befall der zentralen Netzhautarterie (ZAV) oder durch eine anteriore ischämische Optikoneuropathie (AION) zur Erblindung führen kann.
  - Sjögren-Syndrom (Trockene Schleimhäute im Rahmen einer meist rheumatologischen Erkrankung)
  - Störungen der Pupille durch Erkrankungen des Zentralen Nervensystems
- Abweichungen der optischen Abbildung (Ametropien) und Nahanpassungsfähigkeit (Akkommodation) des Auges
  - Ametropien (diese werden in Abhängigkeit von Ausmaß und Ursache nicht als eigentliche Erkrankungen, sondern als physiologische Varianten angesehen)
    - Astigmatismus: Stabsichtigkeit
    - Hyperopie: Weitsichtigkeit
    - Myopie: Kurzsichtigkeit

  - Störungen der Akkommodation
    - Aphakie: Verlust der natürlichen Linse (meist nach Operation des grauen Stars oder durch Trauma)
    - Hyper- und Hypoakkommodation mit und ohne gestörten AC/A-Quotienten
    - Ophthalmoplegia interna: isolierte, innere Okulomotoriusparese mit absoluter Pupillenstarre und Akkommodationslähmung
    - Presbyopie: physiologische Alterssichtigkeit, weitgehender Verlust der Akkommodation durch Elastizitätsverlust der Linse

## Augenärztliche Behandlung
- Beratung
  - Vorsorgeuntersuchungen als Individuelle Gesundheitsleistung (IGeL)
    - Kinder (Sehschule)
    - Glaukom (auch grüner Star genannt)
- Heil- und Hilfsmittel
  - Medikamente, örtlich als Augentropfen, -gel oder -salbe oder allgemein als Tablette, Injektion oder Infusion
  - Korrektur von Ametropie und Akkommodationsverlust – durch Brillen, Kontaktlinsen (Kontaktologie)
- Strabologische Behandlungen
  - Orthoptik zur Behandlung von sensorischen und motorischen Störungen des Binokularsehens
  - Pleoptik und Okklusionstherapie zur Behandlung von Amblyopien

- Operationen

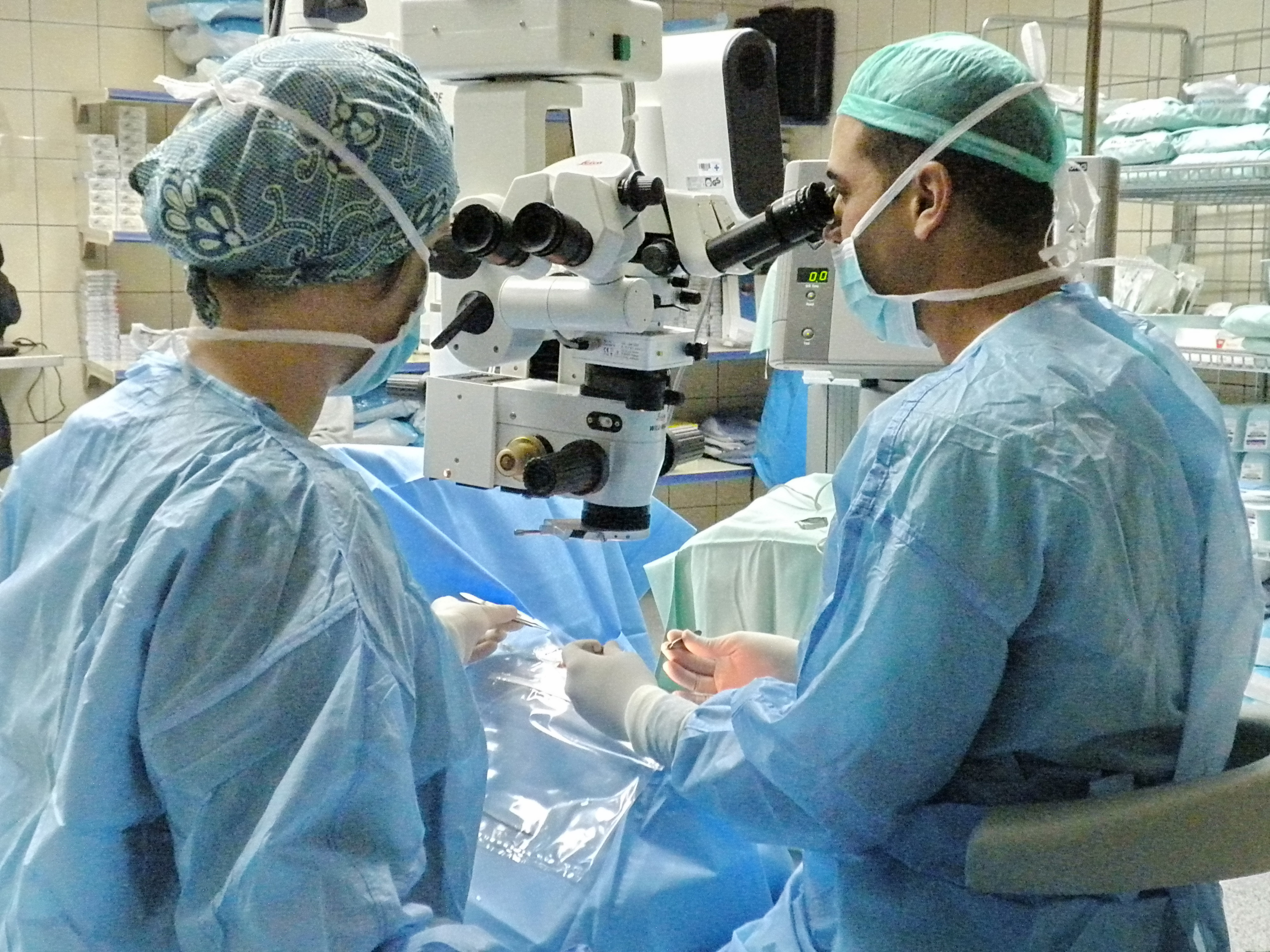
Augenoperation im Centro Médico La Paz, Äquatorialguinea (2010)

  - Eingriffe an der Linse (Kataraktoperation, Nachstarlaser)
  - Eingriffe an der Hornhaut (perforierende oder lamellierende Keratoplastik) zur Wiederherstellung der klaren optischen Medien
  - Operationen der Netzhaut und des Glaskörpers
    - Vitrektomie und eindellende Operationen bei Netzhautablösung,
    - intravitreale Medikamentengabe bei altersbedingter Makuladegeneration und Makulaödem bei diabetischer Retinopathie oder retinalen venösen Gefäßverschlüssen
    - Laser- und Kryotherapie bei ischämischen Retinopathien (proliferative diabetische Retinopathie, Gefäßverschlüssen) oder Netzhautrissen

  - Senkung des Augendrucks bei Glaukom (inklusive MIGS)
  - Versorgung von Lid-, Bindehaut und Hornhautwunden bei Verletzungen
  - Entfernung von oberflächlichen und intraokularen Fremdkörpern
  - Augenmuskeloperationen bei Schielen, Nystagmus und okulär bedingten Kopfzwangshaltungen
  - Eingriffe an Tränenapparat (Tränenwegsstenosen) und Lidern (Lidfehlstellungen)
  - Entfernung erkrankten Gewebes bei Lid- und Bindehauttumoren sowie Bestrahlungstherapie bei malignen Melanomen der Uvea
  - Korrektur von Ametropie (und Akkommodationsverlust) – durch Refraktiv-chirurgische Eingriffe

## Wichtige augenärztliche Untersuchungsverfahren und -geräte
- Tonometrie: Messung des Augeninnendrucks
- Perimetrie: Untersuchung des Gesichtsfeldes
- Spaltlampenmikroskopie: Mikroskopische Untersuchung der vorderen, mittleren und hinteren Augenabschnitte, ggf. unter Zuhilfenahme eines Kontaktglases oder einer Untersuchungslupe
- Gonioskopie Untersuchung des Kammerwinkels
- Refraktometrie: Untersuchung auf optische Fehlsichtigkeiten (Ametropie)
- Ophthalmoskopie: direkte und indirekte Spiegelung des Augenhintergrundes
- Visusprüfung: Ermittlung der Sehschärfe
- Orthoptik: Untersuchung der Stellung und Beweglichkeit der Augen und des beidäugigen Sehens
- Fluoreszenzangiographie: Gefäßdarstellung, vor allem der Netzhautgefäße, mittels Fluorescein
- Optische Kohärenztomographie (OCT): Schichtdarstellung der Netzhaut, des Sehnervs und des Glaskörpers, in jüngerer Zeit auch der Aderhaut und des vorderen Augenabschnitts
- Retinale Gefäßanalyse: Untersuchung kleiner Netzhautgefäße, die Rückschlüsse auf Gefäßveränderungen in anderen Organen (z. B. Herz) erlaubt.
- Hornhauttopographie und -tomographie (Videokeratographie, Keratometrie): Darstellung der äußeren und inneren Hornhautform und des Schichtaufbaus
- Pachymetrie: Messung der Hornhautdicke mit dem Pachymeter, in der Diagnostik des Glaukoms und in der Refraktive Chirurgie von Bedeutung.

## Spezialgebiete
- Strabologie
- Neuroophthalmologie
- Refraktive Chirurgie
- Chinesische Augenheilkunde

## Facharztweiterbildung

### Deutschland
Um in Deutschland als Facharzt für Augenheilkunde tätig werden zu können, muss nach dem Abschluss eines Medizinstudiums und erteilter Approbation als Arzt eine mindestens fünfjährige Weiterbildung im Gebiet Augenheilkunde mit Erfolg absolviert worden sein.  Die Berechtigung zur Führung einer Facharzt-, Schwerpunkt- oder Zusatzbezeichnung wird nach einer mündlichen Prüfung von der zuständigen Landesärztekammer erteilt.

### Österreich
In Österreich absolvieren „Fachärzte für Augenheilkunde und Optometrie“ nach dem Medizinstudium eine sechsjährige Facharztausbildung, davon ein Jahr in „Gegenfächern“. Die Augenheilkunde ist dabei traditionell eine sehr gefragte Ausbildung, nicht zuletzt wegen der Einkommensmöglichkeiten. 2019 übten in Österreich etwa 1000 Augenfachärzte ihre Tätigkeit aus.

## Länderspezifisches

### Schweiz
In der Schweiz waren 2020 etwa 1080 Augenärzte tätig. Die letzte bekannte Veröffentlichung zu Einkommensverhältnissen Niedergelassener Augenärzte in der Schweiz wurde auf Datengrundlage von 2009 2012 (Einkommen der Ärzteschaft in freier Praxis) gemacht. Darin zeigte sich in der Augenheilkunde – wie in den deutschsprachigen Nachbarländern – generell eine vergleichsweise sehr gute ökonomische Situation.

## Standesorganisationen

### Deutschland
Augenärztliche deutsche Berufsorganisation in Deutschland sind der Berufsverband der Augenärzte Deutschlands e. V. (BVA) und die Deutsche Ophthalmologischen Gesellschaft (DOG).